# Strammer Max

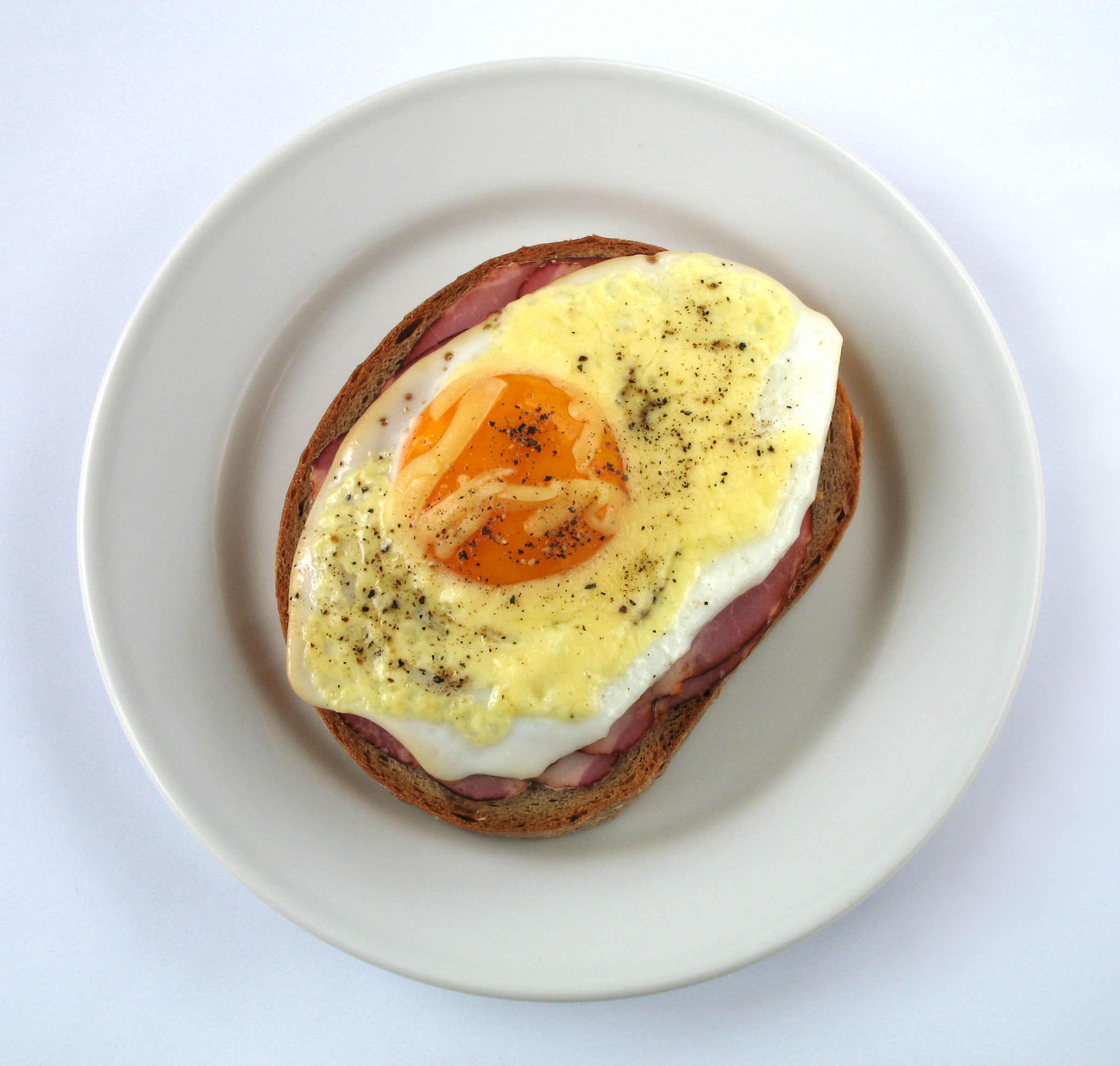
Strammer Max completo con unas virutas de queso.

Un Strammer Max es un plato fácil de preparar con pan elaborado con mezcla de harinas de centeno y de trigo (Mischbrot), jamón y huevo frito. Los orígenes de este plato son la cocina sajona y la cocina berlinesa, aunque puede encontrarse en casi toda la cocina alemana como un plato preparado de forma casera en las casas y bares (Kneipe). Se suele servir acompañado de pepinos en vinagre.

## Preparación
La preparación es muy sencilla, para ello se toman rebanadas de pan (Mischbrot) y se les unta un poco de mantequilla, el pan y la mantequilla se asan ligeramente, se añade una lámina de jamón asada junto con el pan de un grosor que va entre los 5 y 8 milímetros. Finalmente se añade el huevo frito. Según las recetas, se puede añadir en lugar de jamón un poco de carne asada. 

## Variantes
Existen variantes denominadas Stramme Lotte o Stramme Luise que llevan jamón cocido en lugar de jamón. El Stramme Otto suele llevar asado frío en lugar del jamón y el Stramme Moritz se prepara con Salame/Mettwurst. Las elaboraciones más modernas llevan queso, rodajas de tomate o anillos de cebolla. En la antigua República Democrática Alemana se solía tomar con carne de cerdo procedente de una salchicha Plockwurst.